# Premio lo Mejor de Nollywood
El Premio lo Mejor de Nollywood (en inglés: Best of Nollywood Award, conocidos como: BON Awards) son un evento anual celebrado en Nigeria por la revista Best of Nollywood honrando los logros sobresalientes de la industria cinematográfica nigeriana. La primera edición se celebró el 6 de diciembre de 2009 en Ikeja, Estado de Lagos. A lo largo de su historia se han premiado a destacadas personalidades del cine nigeriano como Ini Edo, Rita Dominic, Izu Ojukwu, Ayo Adesanya, Gabriel Afolayan, Joseph Benjamin y Alexx Ekubo.
.

## Categorías destacadas
- Mejor actor en una película en inglés
- Mejor actriz en una película en inglés
- Mejor actor en una película yoruba
- Mejor actriz en una película yoruba
- Mejor actor de reparto en una película en inglés
- Mejor actriz de reparto en una película en inglés
- Mejor actor de reparto en una película yoruba
- Mejor actriz de reparto en una película yoruba
- Actor revelación
- Actriz revelación
- Mejor actor infantil
- Mejor actriz infantil
- Comedia del año
- Mejor película con mensaje social
- Mejor maquillaje
- Mejor cortometraje
- Mejor guion
- Mejor edición
- Mejor sonido
- Mejor diseño de producción
- Mejor fotografía
- Director del año
- Película del año
- Mejores efectos especiales